# María José Martínez Sánchez
María José Martínez Sánchez (Yecla, 12 agosto 1982) è un'ex tennista spagnola.
In carriera ha vinto in tutto 5 tornei WTA in singolare, spingendosi fino alla posizione nº19 in classifica mondiale all'indomani dell'inattesa vittoria agli Internazionali d'Italia 2010 di Roma. Discreta doppista, si è aggiudicata 21 tornei in doppio tra cui le WTA Finals 2009 in coppia con la connazionale Nuria Llagostera Vives.
Ottima interprete del serve & volley, ha annunciato il ritiro dalle competizioni nel 2014, all'età di 32 anni. Ma è poi tornata a giocare tra il 2016 e il 2019.

## Carriera
Nel 2001 entra per la prima volta tra le cento giocatrici della classifica WTA, raggiungendo la semifinale a Madrid e i quarti di finale a Bogotà e ad Anversa; in doppio vince quattro tornei, tutti in coppia con Anabel Medina Garrigues.
Mentre continua ad ottenere vari successi in tornei ITF, nel 2006 raggiunge i quarti di finale sia a Palermo che ad Acapulco; nello stesso anno ottiene la qualificazione al tabellone principale di Wimbledon e US Open, uscendo però subito al primo turno.
Torna tra le Top100 nel 2008 arrivando per la prima volta in finale in un torneo a Barcellona, sconfitta da Marija Kirilenko. Raggiunge il terzo turno a Wimbledon e il secondo turno alle Olimpiadi di Pechino 2008, mentre in doppio vince due tornei WTA in coppia con Nuria Llagostera Vives.
Nel 2009 entra tra le Top30 vincendo due tornei WTA in singolare a Bogotà e a Båstad, raggiungendo anche ai quarti di finale a Barcellona e a Roma. Raggiunge il terzo turno agli Australian Open, Roland Garros e US Open. In doppio conquista ben 7 tornei con la Llagostera Vives, comprese le WTA Finals di fine stagione.
Il 2010 è l'anno migliore della carriera per la spagnola: vince inaspettatamente gli Internazionali d'Italia battendo in finale la nº4 del mondo Jelena Janković, raggiungendo la posizione nº19 in classifica mondiale. Ottiene poi la semifinale a Marbella e i quarti di finale a Indian Wells e ad Eastbourne, più un'altra semifinale a fine stagione sul cemento di Mosca.
Nel 2011 vince il quarto e quinto torneo della carriera a Bad Gastein e Seul. Raggiunge poi i quarti di finale a Båstad e il terzo turno a Wimbledon. Si presenta agli Internazionali d'Italia da campionessa in carica, ma esce subito all'esordio e l'uscita dei punti della vittoria dell'anno precedente la fanno scivolare al nº84 in classifica. In doppio vince invece due tornei. È costretta a saltare il finale di stagione a causa di un infortunio al ginocchio.
Ad inizio 2012 il ginocchio le causa ancora problemi; salta quindi sia gli Australian Open che tutti i tornei sulla Terra rossa. Torna in campo al Roland Garros raggiungendo il terzo turno, mentre si ferma al secondo turno agli US Open e alle Olimpiadi di Londra 2012. In doppio vince ancora un torneo con la Llagostera Vives.
Inattiva per oltre due anni, decide di ritirarsi dall'agonismo nel 2014, all'età di 32 anni.

## Statistiche

### Singolare

#### Vittorie (5)
| Legenda               |
| --------------------- |
| Grande Slam (0)       |
| WTA Finals (0)        |
| Premier Mandatory (0) |
| Premier 5 (1)         |
| Premier (0)           |
| International (4)     |

| N. | Data              | Torneo                                | Superficie  | Avversaria in finale     | Punteggio      |
| 1. | 22 febbraio 2009  | Copa Sony Ericsson Colsanitas, Bogotà | Terra rossa | Gisela Dulko             | 6-3, 6-2       |
| 2. | 11 luglio 2009    | Swedish Open, Båstad                  | Terra rossa | Caroline Wozniacki       | 7-5, 6-4       |
| 3. | 8 maggio 2010     | Internazionali BNL d'Italia, Roma     | Terra rossa | Jelena Janković          | 7-6(5), 7-5    |
| 4. | 17 luglio 2011    | Gastein Ladies, Bad Gastein           | Terra rossa | Patricia Mayr-Achleitner | 6-0, 7-5       |
| 5. | 19 settembre 2011 | Hansol Korea Open, Seul               | Cemento     | Galina Voskoboeva        | 7-6(0), 7-6(2) |

#### Sconfitte (1)
| Legenda: Prima del 2009 | Legenda: Dal 2009     |
| ----------------------- | --------------------- |
| Grande Slam (0)         |                       |
| WTA Finals (0)          |                       |
| Tier I (0)              | Premier Mandatory (0) |
| Tier II (0)             | Premier 5 (0)         |
| Tier III (0)            | Premier (0)           |
| Tier IV (1)             | International (0)     |

| N. | Data           | Torneo                    | Superficie  | Avversaria in finale | Punteggio |
| 1. | 15 giugno 2008 | Barcelona KIA, Barcellona | Terra rossa | Marija Kirilenko     | 0-6, 2-6  |

### Doppio

#### Vittorie (21)
| Legenda: Prima del 2009 | Legenda: Dal 2009     |
| ----------------------- | --------------------- |
| Grande Slam (0)         |                       |
| WTA Finals (1)          |                       |
| Tier I (0)              | Premier Mandatory (0) |
| Tier II (0)             | Premier 5 (3)         |
| Tier III (3)            | Premier (3)           |
| Tier IV (2)             | International (9)     |

| N.  | Data              | Torneo                                          | Superficie    | Compagna                | Finaliste                                     | Punteggio           |
| 1.  | 4 marzo 2001      | Abierto Mexicano Telcel, Acapulco               | Terra rossa   | Anabel Medina Garrigues | Virginia Ruano Pascual Paola Suárez           | 6–4, 6(5)–7, 7–5    |
| 2.  | 4 aprile 2001     | Porto Open, Porto                               | Terra rossa   | Anabel Medina Garrigues | Alexandra Fusai Rita Grande                   | 6–1, 6(5)–7, 7–5    |
| 3.  | 6 maggio 2001     | Croatian Bol Ladies Open, Bol                   | Terra rossa   | Anabel Medina Garrigues | Nadia Petrova Tina Pisnik                     | 7–5, 6–4            |
| 4.  | 5 agosto 2001     | Swiss Indoors, Basilea                          | Sintetico (i) | Anabel Medina Garrigues | Joanette Kruger Marta Marrero                 | 7–6(5), 6–2         |
| 5.  | 2 marzo 2008      | Abierto Mexicano Telcel, Acapulco (2)           | Terra rossa   | Nuria Llagostera Vives  | Iveta Benešová Petra Cetkovská                | 6–2, 6-4            |
| 6.  | 21 febbraio 2009  | Copa Sony Ericsson Colsanitas, Bogotà           | Terra rossa   | Nuria Llagostera Vives  | Gisela Dulko Flavia Pennetta                  | 7-5, 3-6, [10-7]    |
| 7.  | 28 febbraio 2009  | Abierto Mexicano Telcel, Acapulco (3)           | Terra rossa   | Nuria Llagostera Vives  | Lourdes Domínguez Lino Arantxa Parra Santonja | 6-4, 6-2            |
| 8.  | 19 aprile 2009    | Barcelona Ladies Open, Barcellona               | Terra rossa   | Nuria Llagostera Vives  | Sorana Cîrstea Andreja Klepač                 | 3-6, 6-2, [10-8]    |
| 9.  | 19 luglio 2009    | Internazionali Femminili di Palermo, Palermo    | Terra rossa   | Nuria Llagostera Vives  | Mariya Koryttseva Darya Kustova               | 6-1, 6-2            |
| 10. | 23 agosto 2009    | Rogers Cup, Toronto                             | Cemento       | Nuria Llagostera Vives  | Samantha Stosur Rennae Stubbs                 | 2-6, 7-5, [11-9]    |
| 11. | 29 agosto 2009    | Pilot Pen Tennis, New Haven                     | Cemento       | Nuria Llagostera Vives  | Iveta Benešová Lucie Hradecká                 | 6–2, 7-5            |
| 12. | 1 novembre 2009   | WTA Tour Championships, Doha                    | Cemento       | Nuria Llagostera Vives  | Cara Black Liezel Huber                       | 7-6(0), 5-7, [10-7] |
| 13. | 20 febbraio 2010  | Dubai Tennis Championships, Dubai               | Cemento       | Nuria Llagostera Vives  | Květa Peschke Katarina Srebotnik              | 7-6(5), 6-4         |
| 14. | 20 febbraio 2011  | Dubai Tennis Championships, Dubai (2)           | Cemento       | Liezel Huber            | Květa Peschke Katarina Srebotnik              | 7-6(5), 6-3         |
| 15. | 9 luglio 2011     | Swedish Open, Båstad                            | Terra rossa   | Lourdes Domínguez Lino  | Nuria Llagostera Vives Arantxa Parra Santonja | 6-3, 6-3            |
| 16. | 23 giugno 2012    | AEGON International, Eastbourne                 | Erba          | Nuria Llagostera Vives  | Liezel Huber Lisa Raymond                     | 6-4, rit.           |
| 17. | 19 giugno 2016    | Mallorca Open, Maiorca                          | Erba          | Gabriela Dabrowski      | Anna-Lena Friedsam Laura Siegemund            | 6-4, 6-2            |
| 18. | 23 settembre 2017 | Toray Pan Pacific Open, Tokyo                   | Cemento       | Andreja Klepač          | Dar'ja Gavrilova Dar'ja Kasatkina             | 6-3, 6-2            |
| 19. | 24 giugno 2018    | Mallorca Open, Maiorca (2)                      | Erba          | Andreja Klepač          | Lucie Šafářová Barbora Štefková               | 6-1, 3-6, [10-3]    |
| 20. | 3 maggio 2019     | Grand Prix SAR La Princesse Lalla Meryem, Rabat | Terra rossa   | Sara Sorribes Tormo     | Georgina García Pérez Oksana Kalašnikova      | 7-5, 6-1            |
| 21. | 23 agosto 2019    | NYJTL Bronx Open, New York                      | Cemento       | Darija Jurak            | Margarita Gasparjan Monica Niculescu          | 7-5, 2-6, [10-7]    |

#### Sconfitte (14)
| Legenda: Prima del 2009 | Legenda: Dal 2009     |
| ----------------------- | --------------------- |
| Grande Slam (0)         |                       |
| WTA Finals (0)          |                       |
| Tier I (1)              | Premier Mandatory (0) |
| Tier II (0)             | Premier 5 (3)         |
| Tier III (0)            | Premier (3)           |
| Tier IV (5)             | International (2)     |

| N.  | Data             | Torneo                                                      | Superficie  | Compagna                | Avversarie in finale                          | Punteggio        |
| 1.  | 15 luglio 2001   | Internazionali Femminili di Palermo, Palermo                | Terra rossa | Anabel Medina Garrigues | Tathiana Garbin Janette Husárová              | 6–4, 2-6, 4-6    |
| 2.  | 28 luglio 2001   | Grand Prix SAR La Princesse Lalla Meryem, Casablanca        | Terra rossa | María Emilia Salerni    | Lubomira Bacheva Åsa Svensson                 | 3-6, 7-6(4), 1-6 |
| 3.  | 11 agosto 2002   | Nordea Nordic Light Open, Espoo                             | Cemento     | Eva Bes-Ostariz         | Svetlana Kuznecova Arantxa Sánchez Vicario    | 3-6, 7-6(5), 3-6 |
| 4.  | 13 luglio 2003   | Internazionali Femminili di Palermo, Palermo (2)            | Terra rossa | Arantxa Parra Santonja  | Adriana Serra Zanetti Emily Stellato          | 4-6, 2-6         |
| 5.  | 11 maggio 2008   | Qatar Telecom German Open, Berlino                          | Terra rossa | Nuria Llagostera Vives  | Cara Black Liezel Huber                       | 6–3, 2-6, [2-10] |
| 6.  | 15 giugno 2008   | Barcelona KIA, Barcellona                                   | Terra rossa | Nuria Llagostera Vives  | Lourdes Domínguez Lino Arantxa Parra Santonja | 6-4, 5-7, [4-10] |
| 7.  | 11 luglio 2009   | Swedish Open, Båstad                                        | Terra rossa | Nuria Llagostera Vives  | Gisela Dulko Flavia Pennetta                  | 2-6, 6-0, [5-10] |
| 8.  | 16 agosto 2009   | Western & Southern Financial Group Women's Open, Cincinnati | Cemento     | Nuria Llagostera Vives  | Cara Black Liezel Huber                       | 3-6, 6-0, [2-10] |
| 9.  | 9 maggio 2010    | Internazionali BNL d'Italia, Roma                           | Terra rossa | Nuria Llagostera Vives  | Gisela Dulko Flavia Pennetta                  | 4-6, 2-6         |
| 10. | 23 ottobre 2010  | Kremlin Cup, Mosca                                          | Cemento (i) | Sara Errani             | Gisela Dulko Flavia Pennetta                  | 3-6, 6-2, [6-10] |
| 11. | 6 gennaio 2018   | Brisbane International, Brisbane                            | Cemento     | Andreja Klepač          | Kiki Bertens Demi Schuurs                     | 5-7, 2-6         |
| 12. | 18 febbraio 2018 | Qatar Total Open, Doha                                      | Cemento     | Andreja Klepač          | Gabriela Dabrowski Jeļena Ostapenko           | 3-6, 3-6         |
| 13. | 8 aprile 2018    | Volvo Car Open, Charleston                                  | Terra verde | Andreja Klepač          | Alla Kudrjavceva Katarina Srebotnik           | 3-6, 3-6         |
| 14. | 23 giugno 2019   | Mallorca Open, Maiorca                                      | Erba        | Sara Sorribes Tormo     | Kirsten Flipkens Johanna Larsson              | 2-6, 4-6         |

## Risultati in progressione
| Sigla | Risultato               |
| ----- | ----------------------- |
| V     | Vincitore               |
| F     | Finalista               |
| SF    | Semifinalista           |
| O     | Oro olimpico            |
| A     | Argento olimpico        |
| SF    | Bronzo olimpico         |
| QF    | Quarti di Finale        |
| 4T    | Quarto turno            |
| 3T    | Terzo turno             |
| 2T    | Secondo turno           |
| 1T    | Primo turno             |
| RR    | Round Robin             |
| LQ    | Turno di qualificazione |
| A     | Assente                 |
| ND    | Non disputato           |

| Legenda superfici    |
| -------------------- |
| Cemento              |
| Terra battuta        |
| Erba                 |
| Superficie variabile |

### Singolare
| Tornei del Grande Slam |               |               |               |               |               |               |               |               |     |     |     |     |     |        |       |
| Australian Open        | 1T            | 1T            | A             | A             | A             | A             | A             | Q2            | 3T  | 2T  | 2T  | A   | Q1  | 0 / 5  | 4–5   |
| Open di Francia        | 1T            | Q1            | A             | A             | A             | A             | Q2            | 1T            | 3T  | 1T  | 2T  | 3T  | A   | 0 / 6  | 5–6   |
| Wimbledon              | 1T            | A             | A             | A             | A             | Q3            | Q1            | 3T            | 1T  | A   | 3T  | 1T  | A   | 0 / 5  | 4–5   |
| US Open                | 1T            | A             | A             | A             | A             | 1T            | Q2            | 1T            | 3T  | 2T  | 1T  | 2T  | A   | 0 / 7  | 4–7   |
| Vittorie-sconfitte     | 0–4           | 0–1           | 0–0           | 0–0           | 0–0           | 0–1           | 0–0           | 2–3           | 6–4 | 2–3 | 4–4 | 3–3 | 0-0 | 0 / 23 | 17–23 |
| WTA Premier Mandatory  |               |               |               |               |               |               |               |               |     |     |     |     |     |        |       |
| Indian Wells           | A             | Q2            | A             | A             | A             | A             | A             | A             | Q1  | QF  | 3T  | 1T  | A   | 0 / 3  | 4–3   |
| Miami                  | 1T            | A             | A             | A             | A             | A             | A             | A             | 2T  | 2T  | 3T  | A   | A   | 0 / 4  | 2–4   |
| Madrid                 | Non disputato | Non disputato | Non disputato | Non disputato | Non disputato | Non disputato | Non disputato | Non disputato | 1T  | 2T  | 1T  | A   | A   | 0 / 3  | 0–3   |
| Pechino                | Non disputato | Non disputato | Non disputato | Non Tier I    | Non Tier I    | Non Tier I    | Non Tier I    | Non Tier I    | 3T  | 1T  | 2T  | Q1  | A   | 0 / 3  | 3–3   |
| WTA Premier 5          |               |               |               |               |               |               |               |               |     |     |     |     |     |        |       |
| Dubai                  | Non Tier I    | Non Tier I    | Non Tier I    | Non Tier I    | Non Tier I    | Non Tier I    | Non Tier I    | Non Tier I    | A   | 2T  | 1T  | NP5 | NP5 | 0 / 2  | 1–2   |
| Roma                   | A             | Q1            | A             | A             | A             | A             | A             | A             | QF  | V   | 1T  | 1T  | A   | 1 / 4  | 9–3   |
| Cincinnati             | Non disputato | Non disputato | Non disputato | Non Tier I    | Non Tier I    | Non Tier I    | Non Tier I    | Non Tier I    | 2T  | A   | 1T  | 1T  | A   | 0 / 3  | 1–3   |
| Canada                 | A             | A             | A             | A             | A             | 1T            | A             | A             | A   | A   | 3T  | 1T  | A   | 0 / 3  | 2–3   |
| Tokyo                  | A             | A             | A             | A             | A             | A             | A             | A             | A   | 1T  | 1T  | Q1  | A   | 0 / 2  | 0–2   |
| Ranking di fine anno   | 92            | 278           | 348           |               | 397           | 109           | 173           | 92            | 27  | 28  | 35  | 161 | 532 |        |       |

## Vittorie contro giocatrici Top 10
| Stagione | 2009 | 2010 | Totale |
| Vittorie | 3    | 5    | 8      |

| #    | Giocatrice             | Ranking | Evento                                | Superficie  | Turno | Punteggio           | Rank. MJMSR |
| ---- | ---------------------- | ------- | ------------------------------------- | ----------- | ----- | ------------------- | ----------- |
| 2009 |                        |         |                                       |             |       |                     |             |
| 1.   | Nadia Petrova          | 10      | Internazionali d'Italia, Roma         | Terra rossa | 3T    | 6-4, 6(5)-7, 6-4    | 48          |
| 2.   | Caroline Wozniacki (1) | 9       | Swedish Open, Båstad                  | Terra rossa | F     | 7-5, 6-4            | 54          |
| 3.   | Caroline Wozniacki (2) | 5       | China Open, Pechino                   | Cemento     | 1T    | 6(5)-7, 7-6(2), 6-0 | 38          |
| 2010 |                        |         |                                       |             |       |                     |             |
| 4.   | Viktoryja Azaranka (1) | 6       | Indian Wells Open, Indian Wells       | Cemento     | 3T    | 7-6(4), 6-2         | 33          |
| 5.   | Viktoryja Azaranka (2) | 9       | Andalucia Tennis Experience, Marbella | Terra rossa | QF    | 0-4 rit.            | 28          |
| 6.   | Agnieszka Radwańska    | 8       | Fed Cup, Sopot                        | Cemento (i) | WG-PO | 6-3, 6-4            | 27          |
| 7.   | Caroline Wozniacki (3) | 2       | Internazionali d'Italia, Roma         | Terra rossa | 3T    | 6-4, 6-2            | 26          |
| 8.   | Jelena Janković        | 7       | Internazionali d'Italia, Roma         | Terra rossa | F     | 7-6(5), 7-5         | 26          |